# Roger Beetham
Roger Campbell Beetham CMG LVO (* 22. November 1937 in Burnley; † 19. September 2009) war ein britischer Diplomat, der unter anderem zwischen 1990 und 1993 Botschafter im Senegal sowie zugleich in Kap Verde, Guinea, Guinea-Bissau und Mali war. Zuletzt war er von 1993 bis 1997 Ständiger Vertreter beim Europarat.

## Leben

### Studium und Beginn der diplomatischen Laufbahn
Beetham trat nach einem Studium an der University of Oxford am 22. August 1960 in den diplomatischen Dienst (Her Majesty’s Diplomatic Service) ein und war zwischen 1962 und 1965 Dritter Sekretär der britischen Delegation bei UN-Abrüstungskonferenz in Genf. Im Anschluss war er von 1965 bis 1969 Zweiter Sekretär und Handelsreferent an der Botschaft in den USA. Während dieser beiden Verwendungen kam es nach der Kubakrise zur Unterzeichnung des Vertrages über das Verbot von Kernwaffenversuchen in der Atmosphäre, im Weltraum und unter Wasser sowie 1968 des Atomwaffensperrvertrages.
Nach seiner Rückkehr nach Großbritannien wurde Beetham 1969 Mitarbeiter in dem von Robin Haydon geleiteten Referat für Öffentlichkeitsarbeit des aus dem Ministerium für Commonwealth-Beziehungen mit dem Außenministerium (Foreign Office) zusammengelegten heutigen Ministeriums für Auswärtiges und Angelegenheiten des Commonwealth of Nations (Foreign and Commonwealth Office). Dort befasste er sich als Europa-Referent mit den Europäischen Gemeinschaften, aber auch mit den Verhandlungen zum Viermächteabkommen über Berlin. Dabei kam es zu Beginn seiner dortigen Tätigkeit zu der nach dem früheren britischen Minister und damaligen Botschafter in Frankreich Christopher Soames benannten Soames-Affäre. Dieser hatte am 4. Februar 1969 an einem privaten Abendessen mit dem französischen Staatspräsidenten Charles de Gaulle teilgenommen, in dem de Gaulle für eine stärkere Position Europas gegenüber den USA warb. Dabei suchte er die Nähe zu Großbritannien durch stärkere bilaterale Beziehungen und eine lockere Gruppierung aus den Staaten der Europäischen Gemeinschaften und der Europäischen Freihandelsassoziation (EFTA), deren Mitglied Großbritannien war. Nachdem diese Ansichten de Gaulles den Regierungen der EG-Mitgliedstaaten und letztlich auch der Presse bekannt geworden war, kam es zu diplomatischen Verstimmungen zwischen Großbritannien und Frankreich, da die französische Regierung erklärte, dass Soames die Ansichten de Gaulles missverstanden hätte, während Soames erklärte, dass die französische Seite die Unwahrheit sagen würde, da das Berichtstelegramm an die britische Regierung mit Frankreich abgestimmt war.
Beetham war anschließend zwischen 1972 und 1976 Kanzler der Botschaft in Finnland, das während dieser Phase des Kalten Krieges einerseits politische Neutralität, andererseits aber auch durch Präsident Urho Kekkonen eine größere Annäherung an die Sowjetunion suchte. Ferner nahm er in dieser Zeit an den Vorbereitungen zur Konferenz über Sicherheit und Zusammenarbeit in Europa (KSZE) teil, die am 1. August 1975 mit der Unterzeichnung der Schlussakte von Helsinki endete.

### Sprecher des Präsidenten der EG-Kommission und Botschafter
Nach einer erneuten Verwendung im Außenministerium von 1976 bis 1977 wurde Beetham 1977 zur Europäischen Kommission nach Brüssel abgeordnet und fungierte dort bis 1980 als Sprecher des Präsidenten der Europäischen Kommission, Roy Jenkins. Zwischenzeitlich wurde er am 28. Mai 1976 zum Lieutenant des Royal Victorian Order (LVO) erhoben.
1981 übernahm Beetham den Posten als Botschaftsrat und Leiter der Wirtschafts- und Handelsabteilung am Hochkommissariat in Indien und verblieb dort bis 1985. Als solcher koordinierte er die wirtschaftliche Zusammenarbeit Großbritanniens und Indiens über das Hochkommissariat in Neu-Delhi und die drei stellvertretenden Hochkommissariate (Deputy High Commission) in Bombay, Kalkutta und Madras. Im Anschluss fungierte er zwischen 1985 und 1990 als Leiter des Referats für Meeres-, Luftfahrt- und Umweltangelegenheiten des Außenministeriums.
1990 übernahm Beetham schließlich seinen ersten Posten als Botschafter, und zwar als Nachfolger von John Macrae als Botschafter im Senegal. Zugleich war er als solcher als nicht-residierender Botschafter in Kap Verde, Guinea, Guinea-Bissau sowie Mali akkreditiert und verblieb auf diesen Posten bis zu seiner Ablösung durch Alan Furness 1993. Zum 1. Januar 1993 wurde er zum Companion des Order of St. Michael and St. George (CMG) berufen. Zuletzt löste er 1993 Noël Marshall als Ständiger Vertreter im Range eines Botschafters beim Europarat ab und befasste sich dadurch abermals mit Fragen zur Europapolitik. Er übte diese Funktion bis zu seinem Eintritt in den Ruhestand 1997 aus und wurde im Anschluss durch Andrew Carter abgelöst.

## Veröffentlichung
- Euro Debate: Persuading People, The Federal Trust for Education & Research, London 2005, ISBN 978-1-90340-3-235